# Чарлс Кенинг
Чарлс Кенинг (енгл. Charles John Canning, 1st Earl Canning, 1812–1862), британски политичар и генерални гувернер Индије (1856-1862).

## Политичка каријера
Лорд Чарлс Канинг именован је за генералног гувернера Индије јуна 1855. заменивши одлазећег лорда Долхаусија. Као члан британског Парламента, Канинг је служио као генерални управник британске Поште од 1853. године, управљајући највећом институцијом британске државне службе 19. века. Канингов отац је био премијер, министар иностраних послова и председник Контролног одбора. Сам лорд Чарлс, међутим, није имао претходног искуства у Индији.

### Генерални гувернер Индије
Канинг и његова супруга, леди Шарлота, отпутовали су у Индију преко Египта, стигавши у Бомбај 28. јануара 1856. Након посете Цејлону и Мадрасу, Канинг се искрцао у Калкути 1. марта и преузео власт од лорда Долхаусија који се вратио у Британију. Највећи проблеми са којима се суочио у Индији били су буџет владе Индије, чији је огроман део био намењен за плаћање пруга, канала и других инфраструктурних пројеката, и анексија краљевства Ауд, коју је Долхауси пожурио да изврши пре доласка свог заменика.
Лорд Канинг је био последњи генерални гувернер управе Источноиндијске Компаније у Индији и први поткраљ Британске Индије. Његовим мандатом доминирала је Индијска побуна 1857–1859, која је довела до колапса Британске источноиндијске компаније.